# Snowbike-Weltmeisterschaften
Die Snowbike-Weltmeisterschaften sind die vom Radsport-Weltverband UCI jährlich organisierten Welttitelkämpfe im Snowbike, einer Unterart des Mountainbikesports. Erstmals fanden sie im Februar 2024 statt.

## Geschichte
Im Oktober 2018 war Snowbike in das Regelwerk der UCI aufgenommen worden. Wiederholt angekündigte Pläne zur Einrichtung eines Weltcups wurden bislang nicht umgesetzt, auch eine ursprünglich für 2023 geplante Weltmeisterschaft verzögerte sich. Im Sommer 2023 wurde schließlich Châtel in den Savoyer Alpen als erster Austragungsort im Februar 2024 verkündet. Bis 2026 sollen die Wettbewerbe dort stattfinden.

## Modus
Da die UCI-Regeln für diese Disziplin bislang eher unspezifisch sind, bleiben die meisten Details den technischen Bestimmungen der Veranstaltung überlassen. Für die Athleten gibt es keine bestimmten Auswahlkriterien, lediglich eine Maximalzahl von 15 pro Nation. Für Männer und Frauen werden je zwei Wettbewerbe durchgeführt, die Super-G und Dual Slalom genannt werden.
Der Super-G ist der gleichnamigen Alpin-Ski-Disziplin nachempfunden; die Fahrer müssen auf einer abschüssigen Piste eine Reihe von Toren durchqueren. Die Teilnehmer starten in Abständen von 40 Sekunden.
Der Dual Slalom nimmt Anleihen beim Parallel-Slalom des Skisports bzw. der ebenfalls Dual Slalom genannten, später durch Four Cross ersetzten Mountainbike-Disziplin. Je zwei Fahrer durchqueren gleichzeitig zwei parallel gesteckte Slalomkurse. Ein Duell besteht aus zwei Runden, bei denen die Fahrer nach der ersten Runde die Seite wechseln. Sieger eines Duells ist, wer die niedrigste Gesamtzeit aufweist. Das Turnier wird im K.-o.-System durchgeführt, beginnend mit den besten 32 Fahrern des Super-G, der somit zugleich als Qualifikation dient.

## Austragungen
Die Austragung 2024 fand am 10. und 11. Februar im französischen Châtel im Skigebiet Portes du Soleil statt, auf den Pisten Aity und Linga. Es waren etwas über 50 Athleten am Start, darunter sieben Frauen. Unter den Teilnehmern waren einige ehemalige Weltmeister im Downhill. Bei der zweiten Ausrichtung an gleicher Stelle am 8. Februar 2025 wurden beide Disziplinen am selben Tag ausgetragen.

## Palmarès

### Super-G Männer
| Jahr | Gold             | Silber           | Bronze        |
| ---- | ---------------- | ---------------- | ------------- |
| 2024 | Pierre Thévenard | Henry Kerr       | Vincent Tupin |
| 2025 | Vincent Tupin    | Pierre Thévenard | Cédric Gracia |

### Super-G Frauen
| Jahr | Gold         | Silber           | Bronze       |
| ---- | ------------ | ---------------- | ------------ |
| 2024 | Morgane Such | Veronika Widmann | Lisa Baumann |
| 2025 | Lisa Baumann | Vicky Clavel     | Zoé Fayolle  |

### Dual Slalom Männer
| Jahr | Gold             | Silber           | Bronze        |
| ---- | ---------------- | ---------------- | ------------- |
| 2024 | Pierre Thévenard | Vincent Tupin    | Henry Kerr    |
| 2025 | Léo Grisel       | Pierre Thévenard | Vincent Tupin |

### Dual Slalom Frauen
| Jahr | Gold         | Silber       | Bronze         |
| ---- | ------------ | ------------ | -------------- |
| 2024 | Lisa Baumann | Morgane Such | Jolanda Kiener |
| 2025 | Lisa Baumann | Zoé Fayolle  | Morgane Such   |

## Medaillenspiegel
| Platz  | Land       | Gold | Silber | Bronze | Gesamt |
| ------ | ---------- | ---- | ------ | ------ | ------ |
| 1      | Frankreich | 5    | 6      | 5      | 16     |
| 2      | Schweiz    | 3    | 0      | 2      | 5      |
| 3      | Irland     | 0    | 1      | 1      | 2      |
| 4      | Italien    | 0    | 1      | 0      | 1      |
| Gesamt | Gesamt     | 8    | 8      | 8      | 24     |